# Niederstetten

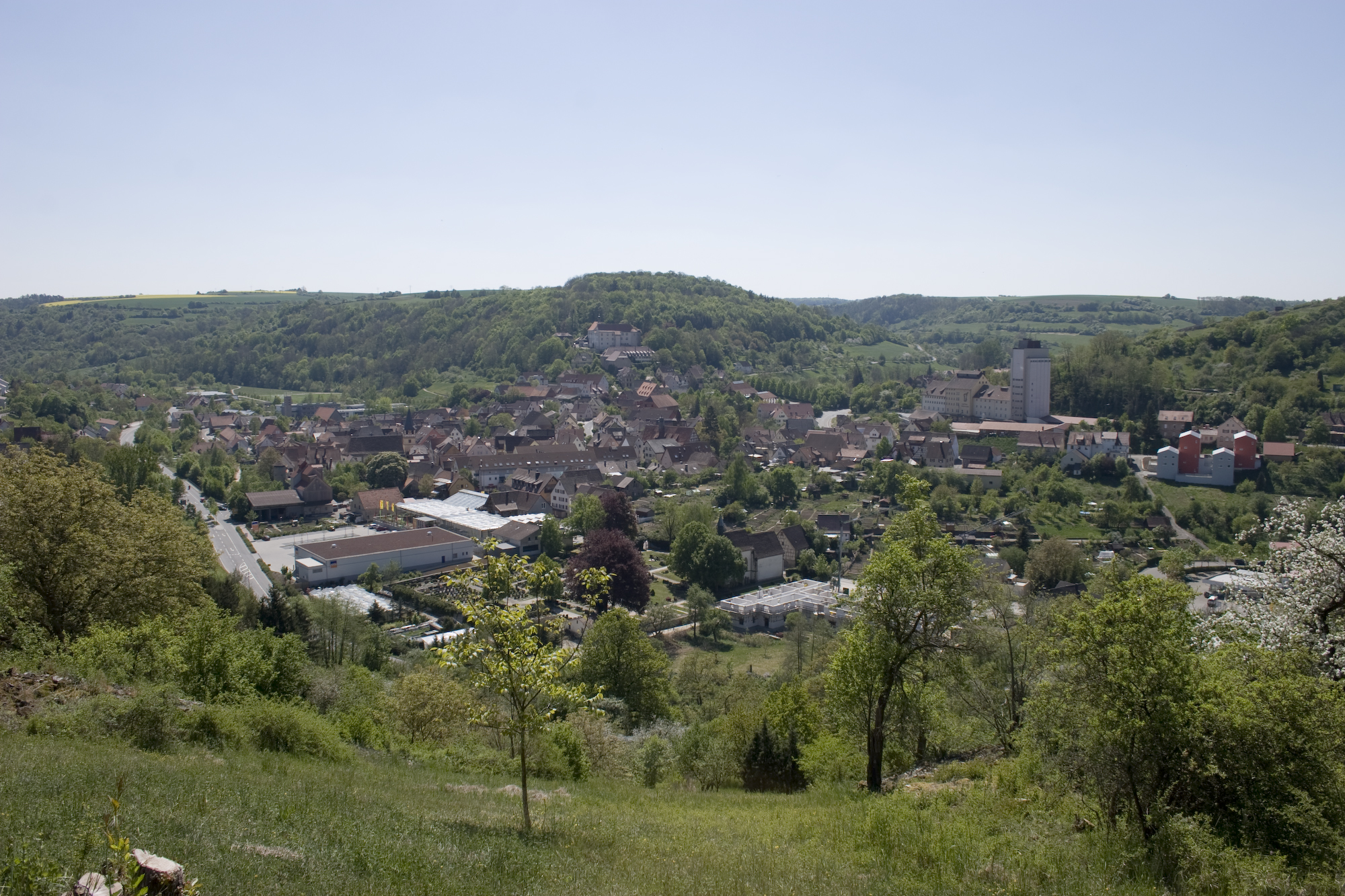
Blick vom Altenberg nach Nordosten über Niederstetten im Tal des Vorbachs auf Schloss Haltenbergstetten auf dem Talsporn Lämmerberg zwischen den Tälern von Vorbach (von links nach rechts) und Frickentalbach (von hinten nach vorn)

Niederstetten (ⓘ) ist eine Kleinstadt in Hohenlohe im fränkischen Nordosten von Baden-Württemberg, die dem Main-Tauber-Kreis angehört.

## Geographie

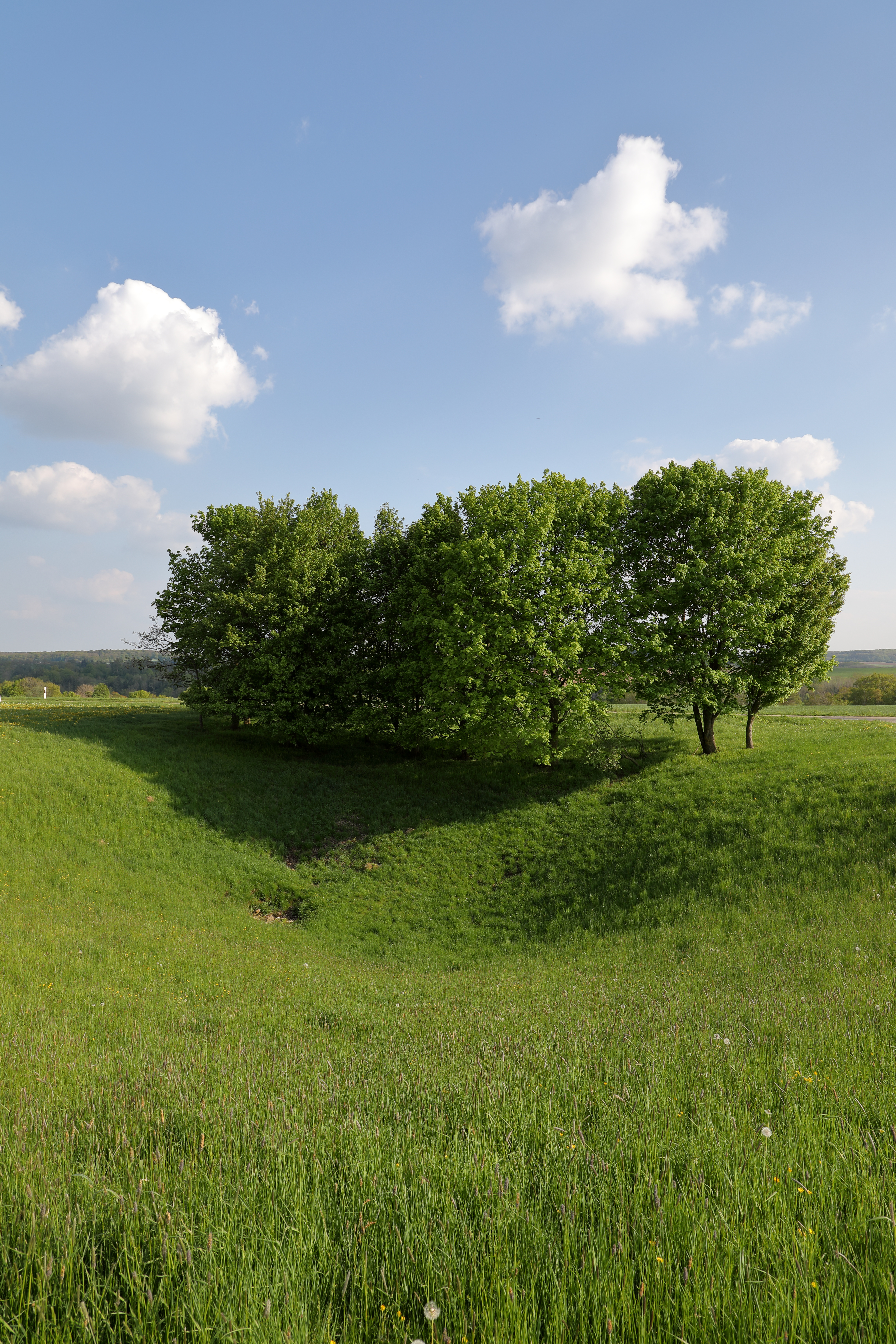
Doline Häften

### Geographische Lage
Niederstetten liegt im Tal des Vorbachs, eines Nebenflusses der Tauber. Die zehn Stadtteile Niederstettens befinden sich im Südosten des Main-Tauber-Kreises. Einen Großteil des 104,06 Quadratkilometer großen Stadtgebiets nimmt der Südzipfel des vom Muschelkalk geprägten Naturraums Tauberland ein. Im Südosten des Stadtgebiets, auf der Hohenloher-Haller Ebene, steigt das Gelände am Rand des Poppenholzes auf 482,8 m ü. NHN an. Im Südwesten ragt das Stadtgebiet in die Kocher-Jagst-Ebenen hinein. Die tiefste Stelle des Stadtgebiets befindet sich am Austritt des Aschbachs auf die Markelsheimer Gemarkung bei etwa 242 m ü. NHN. Als Naturschutzgebiete sind der Erlenbruchwald beim Lichteler Landturm, die Oberrimbacher Erdfälle und der Wildentierbacher Berg ausgewiesen. Die Stadt ist als Kleinzentrum eingestuft und gehört seit Anfang 1973 zum Main-Tauber-Kreis.

### Stadtgliederung
Zu Niederstetten gehören neben der Kernstadt Niederstetten die ehemals selbstständigen Gemeinden und heutigen Stadtteile Adolzhausen, Herrenzimmern, Oberstetten, Pfitzingen, Rinderfeld, Rüsselhausen, Vorbachzimmern, Wermutshausen und Wildentierbach.
- Zur ehemaligen Gemeinde Adolzhausen das Dorf Adolzhausen (⊙) mit den abgegangenen Ortschaften Dunkenrod[5] (mit Adolzhausen vereinigt), Lindlein (?), Radolzhausen, Reckertsfelden und Schöntal.
- Zur ehemaligen Gemeinde Herrenzimmern das Dorf Herrenzimmern (⊙) mit dem Gehöft Untere Mühle (⊙) sowie die abgegangenen Ortschaften Greifenbronn und Helmpach.
- Zu Niederstetten die Kernstadt Niederstetten (⊙) mit dem Wohnplatz Am Flugplatz (⊙), den Weilern Eichhof (⊙), Ermershausen (⊙) und Sichertshausen (⊙), dem Wohnplatz Haltenbergstetten (⊙), dem Gehöft Rehhof (⊙) und den Häusern Dreischwingen (⊙) und Neuweiler (⊙) sowie der abgegangenen Ortschaft Schafhof.
- Zur ehemaligen Gemeinde Oberstetten das Dorf Oberstetten (⊙) mit dem Weiler Weilerhof (⊙), dem Gehöft Höllhof (⊙; teilweise auch zu Wildentierbach[6]) und den Häusern Fuggersmühle (⊙), Reutalmühle (⊙) und Stegmühle (⊙).
- Zur ehemaligen Gemeinde Pfitzingen das Dorf Pfitzingen (⊙).
- Zur ehemaligen Gemeinde Rinderfeld das Dorf Rinderfeld (⊙) mit den Weilern Dunzendorf (⊙) und Streichental (⊙) sowie den abgegangenen Ortschaften Kunzenweiler und Wieset.
- Zur ehemaligen Gemeinde Rüsselhausen das Dorf Rüsselhausen (⊙).
- Zur ehemaligen Gemeinde Vorbachzimmern das Dorf Vorbachzimmern (⊙).
- Zur ehemaligen Gemeinde Wermutshausen das Dorf Wermutshausen (⊙) mit dem Weiler Ebertsbronn (⊙) sowie den abgegangenen Ortschaften Hohenweiler und Raweg (Lage wird nur in Wermutshausen vermutet).
- Zur ehemaligen Gemeinde Wildentierbach das Dorf Wildentierbach (⊙) mit den Weilern Hachtel (⊙), Heimberg (⊙) und Wolkersfelden (⊙), dem Hof Schönhof (⊙), dem Wohnplatz Landturm (⊙) und dem Gehöft Höllhof (⊙; teilweise auch zu Oberstetten[6]).

### Schutzgebiete
In Niederstetten gibt es vier Landschafts- und drei Naturschutzgebiete:
- Landschaftsschutzgebiet Gewann Sensen und Tal nordöstlich Eichswiesen: 4,8 ha; Gemarkung Niederstetten; seit 1992.
- Landschaftsschutzgebiet Niederstetten: 1786,0 ha; Gemarkung Niederstetten; seit 1992.
- Landschaftsschutzgebiet Weikersheim: 2718,0 ha; Gemarkungen Bad Mergentheim, Creglingen, Niederstetten und Weikersheim; seit 1993.
- Landschaftsschutzgebiet Creglingen: 2027,9 ha; Gemarkungen Creglingen, Niederstetten und Weikersheim; seit 1997.
- Naturschutzgebiet Erlenbruchwald beim Lichteler Landturm: 0,84 ha; Stadt Niederstetten, Gemarkung Rinderfeld
- Naturschutzgebiet Oberrimbacher Erdfälle: 71,2 ha; Stadt Creglingen, Gemarkung Oberrimbach, Stadt Niederstetten, Gemarkung Wildentierbach und Stadt Schrozberg, Gemarkung Spielbach, Landkreis Schwäbisch Hall
- Naturschutzgebiet Wildentierbacher Berg: 37,5 ha; Stadt Niederstetten, Gemarkung Niederstetten

Die FFH-Gebiete Taubergrund Weikersheim-Niederstetten und Jagsttal Langenburg-Mulfingen liegen teilweise auf der Gemarkung von Niederstetten. Daneben gibt es auf dem Gebiet der Stadt Niederstetten insgesamt 49 als Naturdenkmal geschützte Objekte.
Daneben liegen noch neun Wasserschutzgebiete in der Gemarkung der Stadt Niederstetten.

### Flächenaufteilung
Nach Daten des Statistischen Landesamtes, Stand 2014.

## Geschichte

### Mittelalter
Während der Zeit der Stammesherzogtümer lag der Ort im Herzogtum Franken. Erstmals schriftlich erwähnt wurde Niederstetten im Jahre 780 in den Traditiones Fuldenses, dem Schenkungsbuch des Klosters Fulda, aus Anlass eines Zehntstreits zwischen Bischof Wolfgar von Würzburg und Abt Ratgar von Fulda. Die Geschichte Niederstettens ist mit der um das Jahr 1200 erbauten Burg, dem jetzigen Schloss Haltenbergstetten, eng verbunden. Am 14. September 1340 wurde Ulrich von Bruneck von Kaiser Ludwig IV. das Stadtrecht für Haltenbergstetten (heute: Niederstetten) verliehen und die Stadt mit dem Stadtrecht von Gelnhausen bewidmet. 1367 verlieh Kaiser Karl IV. Niederstetten die Stadtrechte. Zunächst durch lehnsrechtlich bedingten Besitzwechsel im Mittelalter. Im Jahre 1366 erwarb Götz von Hohenlohe-Speckfeld Burg und Stadt, dessen Geschlecht 1412 ausstarb.

### Neuzeit
Im 16. Jahrhundert wurde die Burg zum Schloss Haltenbergstetten umgebaut. Durch Erbschaft folgten nach den Herren zu Hohenlohe die Grafen von Castell, die Schenken von Limpurg, die Herren von Rosenberg und Hatzfeld (1641–1794), das Hochstift Würzburg und ab 1803 die Fürsten zu Hohenlohe-Jagstberg, die das Schloss Haltenbergstetten bis heute besitzen. 1806 fiel die Stadt im Zuge der Mediatisierung an das Königreich Württemberg, wo sie ab 1810 zum Oberamt Gerabronn (ab 1934 Kreis Gerabronn) gehörte und nach dessen Auflösung 1938 während der NS-Zeit in Württemberg dem Landkreis Mergentheim zugeschlagen wurde. Nach Pierer’s Universal-Lexikon hieß der Ort bis 1807 Haltenbergstetten.
Im April 1945 wurde Niederstetten durch Angriffe amerikanischer Jagdbomber und Artilleriebeschuss zur Hälfte zerstört.

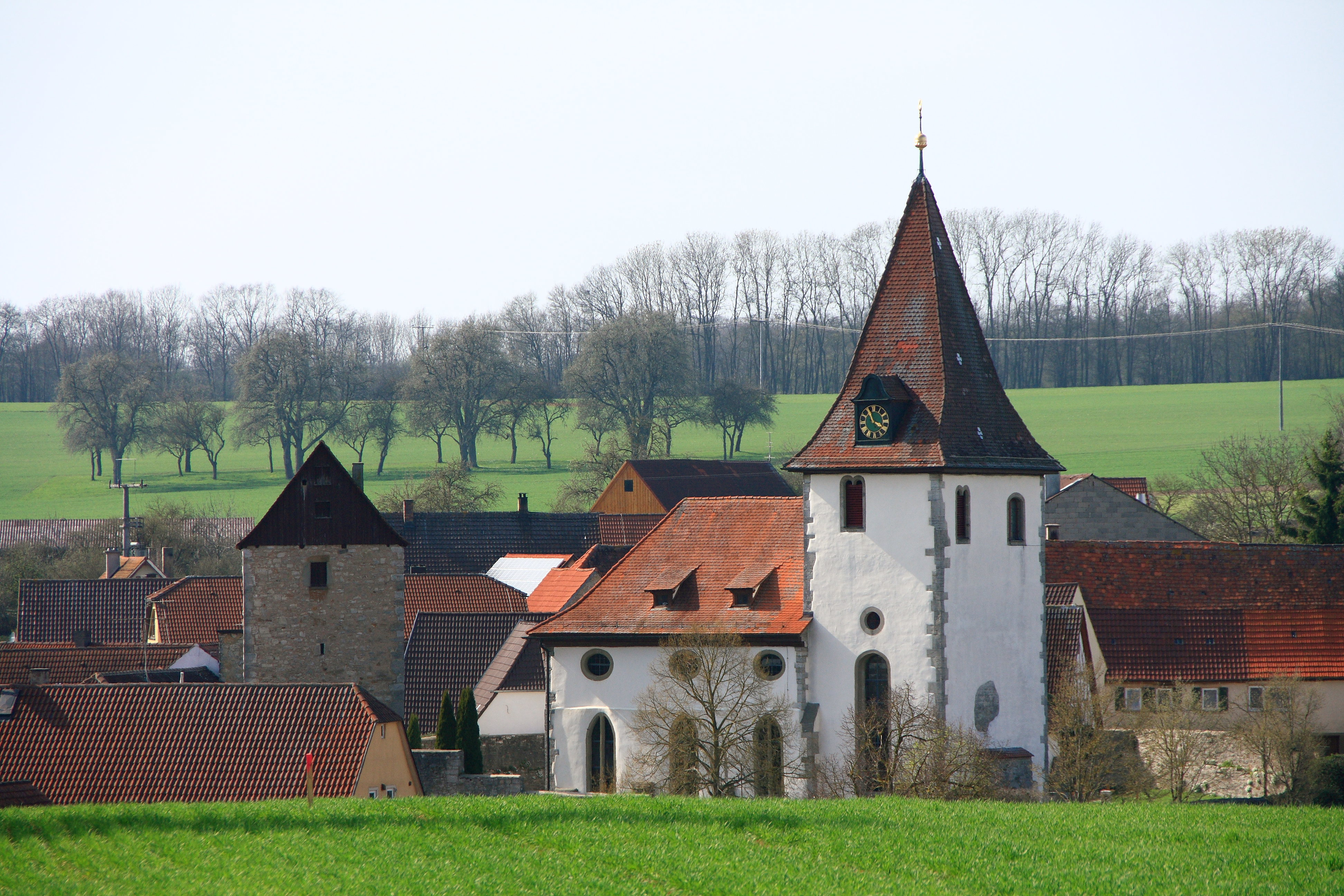
Wildentierbach mit seiner Wehrkirche

Da Niederstetten nach dem Zweiten Weltkrieg Teil der Amerikanischen Besatzungszone geworden war, gehörte die Stadt somit seit 1945 zum neu gegründeten Land Württemberg-Baden, das 1952 im jetzigen Bundesland Baden-Württemberg aufging.

### Gemeindereform
Im Zuge der Gemeindereform in Baden-Württemberg wurden am 1. Januar 1972 die Gemeinden Oberstetten, Pfitzingen und Vorbachzimmern nach Niederstetten eingemeindet. Am 1. Februar 1972 folgten Rinderfeld und Wildentierbach, am 1. April 1972 Adolzhausen, am 1. Juli 1972 Herrenzimmern und Rüsselshausen und am 1. Januar 1974 Wermutshausen.
Der Landkreis Mergentheim wurde aufgelöst und Niederstetten kam mit all seinen Ortsteilen am 1. Januar 1973 zum neugebildeten Main-Tauber-Kreis, der im ersten Jahr der Zugehörigkeit noch Tauberkreis hieß.

### Einwohnerentwicklung
Die Gesamtbevölkerung der Stadt Niederstetten entwickelte sich wie folgt:
| Jahr | Bevölkerung |
| ---- | ----------- |
| 1961 | 4987        |
| 1970 | 5270        |
| 1991 | 5432        |
| 1995 | 5611        |
| 2005 | 5476        |
| 2010 | 5222        |
| 2015 | 4822        |
| 2020 | 4800        |

Quellen: Gemeindeverzeichnis und Angaben des Statistischen Landesamtes

## Religionen

### Jüdische Gemeinde Niederstetten
Bereits im Mittelalter lebten Juden in Niederstetten. Die Entstehung der neuzeitlichen jüdische Gemeinde geht in die Zeit des 17. Jahrhunderts zurück. Diese bestand bis zur Zeit des Nationalsozialismus.

## Politik

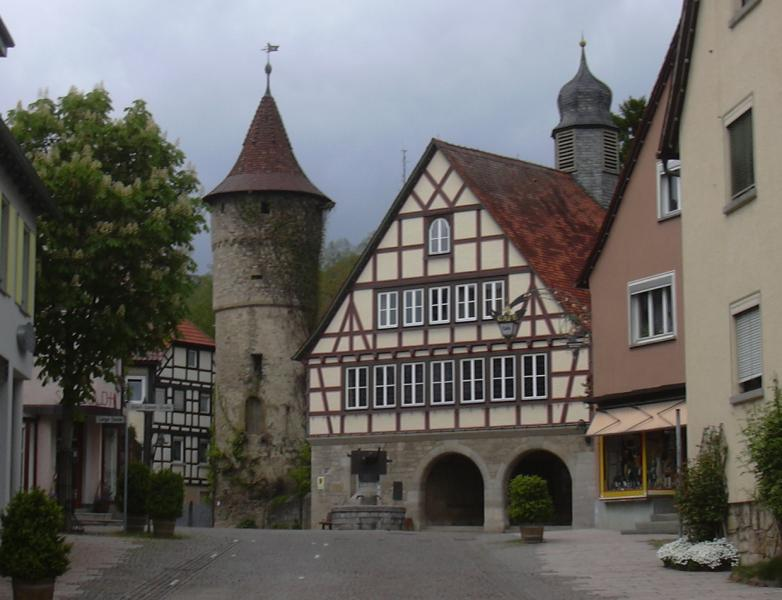
Rathaus mit Schimmelturm

### Gemeinderat
In Niederstetten wird der Gemeinderat nach dem Verfahren der unechten Teilortswahl gewählt. Diese garantiert den Ortsteilen eine festgelegte Anzahl von Sitzen. Aus dem Hauptort Niederstetten kommen mindestens neun Gemeinderäte, aus den weiteren neun Ortsteilen – Adolzhausen, Herrenzimmern, Oberstetten, Pfitzingen, Rinderfeld, Rüsselhausen, Vorbachzimmern, Wermutshausen und Wildentierbach – kommt jeweils mindestens ein Gemeinderat. Der Gemeinderat hat normalerweise 18 Mitglieder. Dabei kann sich die Zahl der Gemeinderäte durch Überhangmandate (Ausgleichssitze) verändern. 2024 besteht er aus 18 gewählten ehrenamtlichen Gemeinderäten und dem Bürgermeister als Vorsitzendem. Der Bürgermeister ist im Gemeinderat stimmberechtigt.
Die Kommunalwahl am 9. Juni 2024 führte zu folgendem Ergebnis.
| Gemeinderat 2024                        | Gemeinderat 2024 | Gemeinderat 2024 | Gemeinderat 2024 |
| Partei / Liste                          | Stimmenanteil    | Sitze            | Ergebnis 2019    |
| --------------------------------------- | ---------------- | ---------------- | ---------------- |
| Allgemeine Wählervereinigung (AWV)      | 66,71 %          | 12               | 61,5 %, 12 Sitze |
| CDU                                     | 0 %              | 0                | 27,4 %, 5 Sitze  |
| SPD                                     | 13,05 %          | 2                | 11,1 %, 2 Sitze  |
| Zukunft Niederstetten                   | 20,24 %          | 4                | 0 %, 0 Sitze     |
| Wahlbeteiligung: 69,35 % (2019: 66,0 %) |                  |                  |                  |

### Bürgermeisterin
Heike Naber wurde am 4. Februar 2018 zur Bürgermeisterin von Niederstetten gewählt. Bei einer Wahlbeteiligung von 68,0 % hat Naber die Wahl mit 54,8 % gegen sechs weitere Bewerber für sich entscheiden können. Naber hat ihren Dienst am 2. Mai 2018 im Rathaus Niederstetten angetreten.
Nach verschiedenen kommunalrechtlichen Verstößen durch Naber hat das Landratsamt Main-Tauber-Kreis am 27. April 2021 eine vorläufige Dienstenthebung gegen die Bürgermeisterin ausgesprochen. Erster Bürgermeister-Stellvertreter ist Harald Dietz, dem seit der vorläufigen Dienstenthebung Nabers die Führung der Amtsgeschäfte obliegt. Der Gemeinderat hat Simon Michler, den bisherigen Bürgermeister von Edingen-Neckarhausen zum Amtsverweser ab dem 1. Oktober 2022 gewählt.
Der Verwaltungsgerichtshof in Mannheim hat in seiner letztinstanzlichen Entscheidung die vorläufige Amtsenthebung von Bürgermeisterin Naber für rechtswidrig erklärt und eine Revision gegen das Urteil nicht zugelassen. Nach Rechtskraft des Urteils kann Bürgermeisterin Naber auf ihre Stelle zurückkehren. Seit Februar 2023 ist Heike Naber zurück im Amt. 
Siehe auch: Liste der Bürgermeister der Stadt Niederstetten

### Wappen
Die Blasonierung des Wappens lautet: In Blau eine silberne Burg mit durchgehender gequaderter Zinnenmauer und zwei Zinnentürmen mit roten Spitzdächern, zwischen ihnen auf gestufter Zinne an schwarzem Mast eine rotsilberne Hissflagge, das Tor belegt mit einem fünfmal von Rot und Silber gespaltenen Schild.

### Städtepartnerschaft
Die Stadt unterhält seit 1996 partnerschaftliche Beziehungen zu Le Plessis-Bouchard im Département Val-d’Oise in Frankreich. Mindestens dreimal im Jahr werden gegenseitige Besuche organisiert.

### Kulturdenkmale

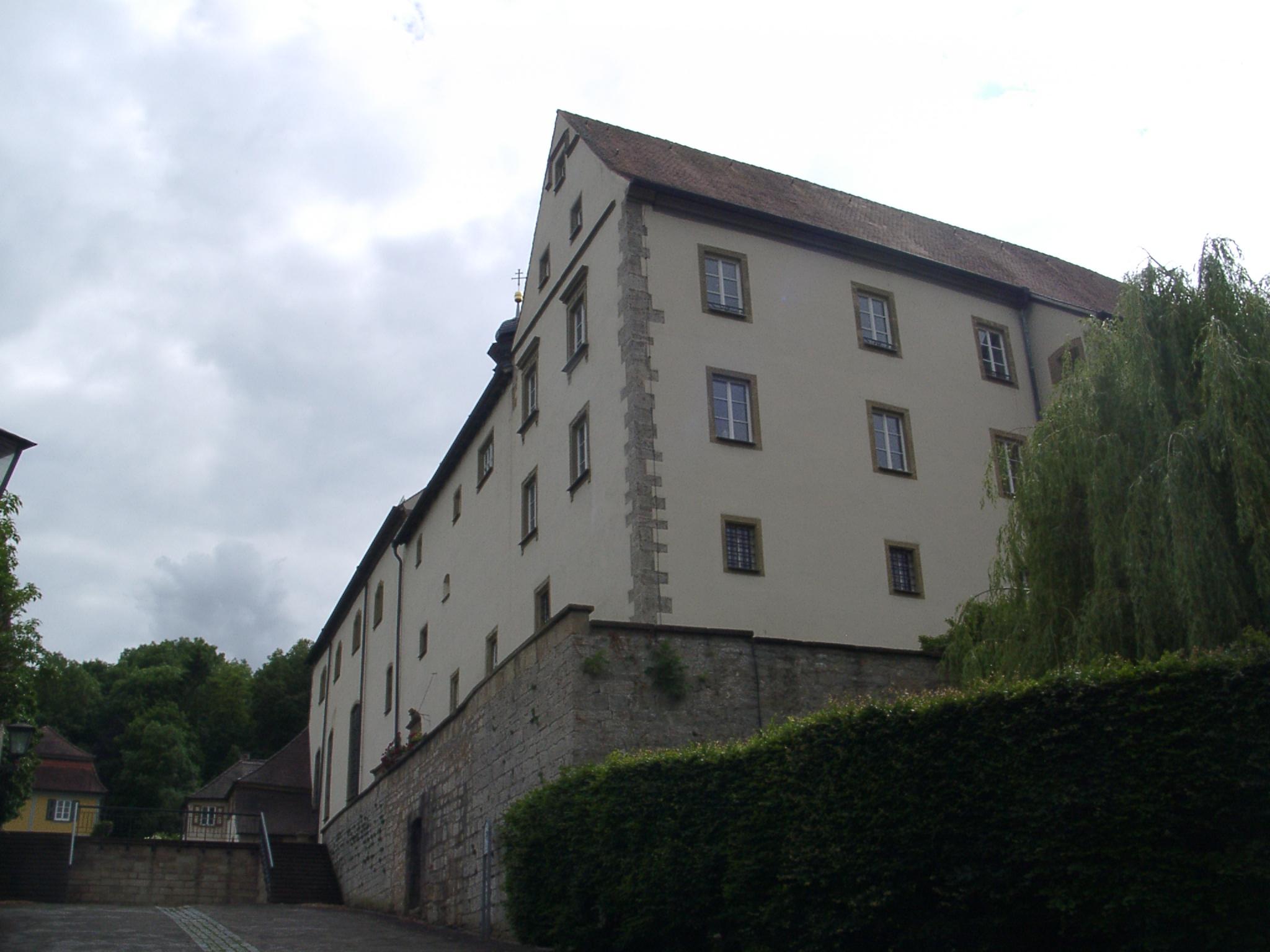
Schloss Haltenbergstetten

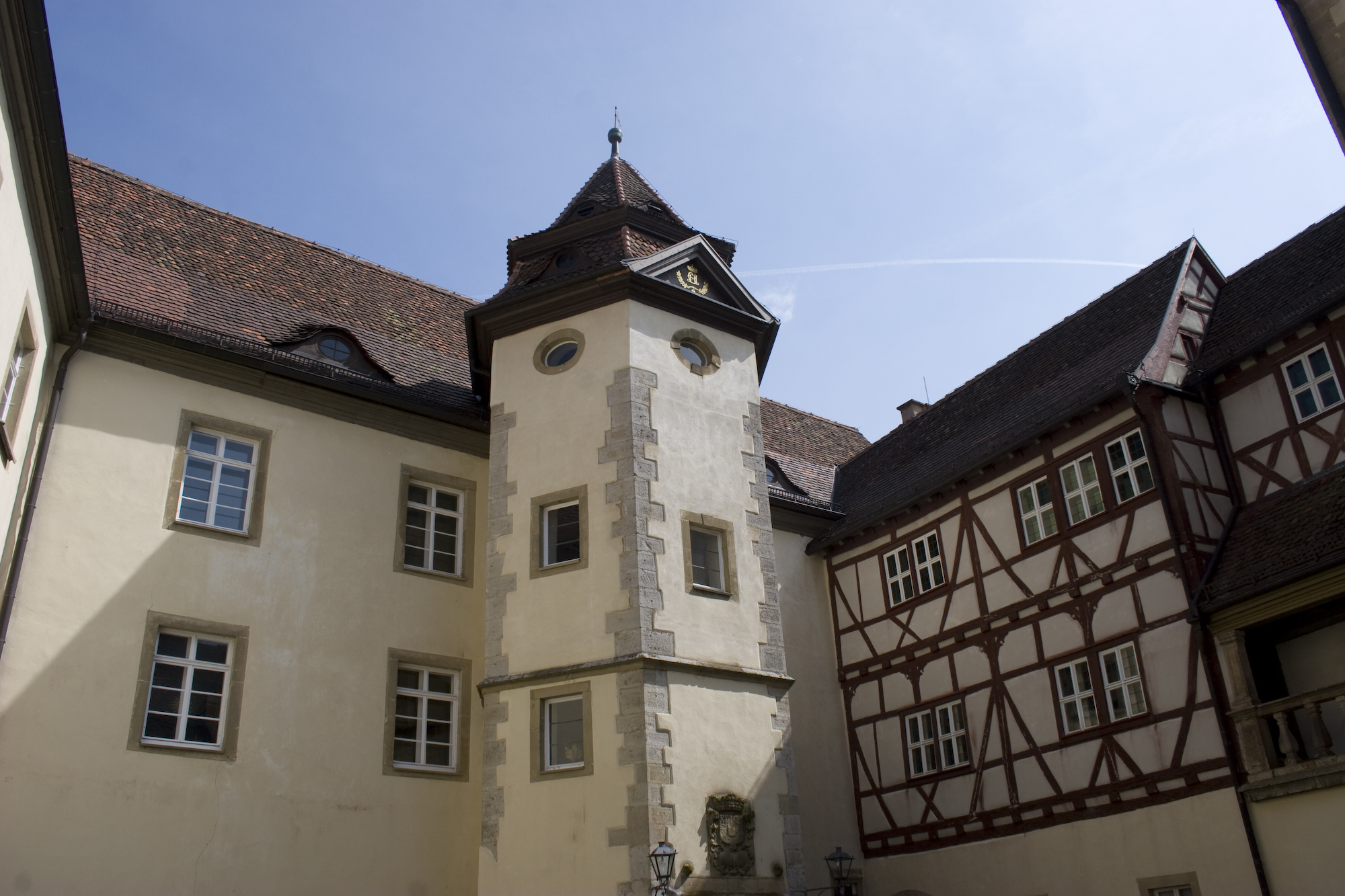
Innenhof von Schloss Haltenbergstetten

## Kultur und Sehenswürdigkeiten

### Theater
Niederstetten verfügt über vier Theaterbühnen, die für verschiedene Aufführungen genutzt werden.

#### Freilichtspiele
Seit 1991 finden alle zwei Jahre Freilichtspiele im Tempele statt, einem romantischen Ausläufer des ehemaligen Schlossgartens von Schloss Haltenbergstetten. Dabei sind ca. 30 Amateurschauspieler aus der Region beteiligt.

#### Russland-Deutsches Theater
1993 hat sich in Niederstetten das Russland-Deutsche Theater des Schauspielerehepaares Viktoria Gräfenstein und David Winkenstern niedergelassen. Dieses Theater ging aus dem ehemaligen Deutschen Theater in Alma-Ata hervor, dem einzigen deutschsprachigen Theater der ehemaligen Sowjetunion. Als Spielstätte nutzt das Theater das Amtshaus Oberstetten.

#### Theaterfreunde Herrenzimmern e. V.
Seit 2009 gibt es die Theaterfreunde im Teilort Herrenzimmern, die zusammen mit dem Männergesangverein als Veranstalter jährlich im Januar/Februar einen Dreiakter auf die Bühne bringen. Die Theaterfreunde sind eine reine Laienschauspielgruppe, die sich auf humorvolles Dorftheater spezialisiert hat. An drei Wochenenden finden insgesamt zwischen vier und sechs Veranstaltungen vor jeweils ca. 100 Zuschauern statt. Seit 2014 sind die Theaterfreunde Herrenzimmern ein eingetragener Verein.

#### Kult
Das Kult ist eine Spielstätte für Konzerte, Kleinkunst, Kabarett-Veranstaltungen und anderes. In dem Gebäude ist ebenfalls die Mediothek Niederstetten untergebracht.

### Rad- und Wanderwege
Der etwa 180 km lange Jakobsweg Main-Taubertal führt durch Niederstetten.
Niederstetten liegt am Radweg Liebliches Taubertal – der Sportive.
Außerdem endet der Württemberger Weinradweg in Niederstetten. Er führt von Rottenburg am Neckar nach Niederstetten.

### Museen
In Niederstetten sind das Heimatmuseum, das Albert-Sammt-Museum und ein Jagdmuseum angesiedelt. Im Ortsteil Wermutshausen befindet sich ein Weinbaumuseum. Zum Gedenken an den halbjährigen Aufenthalt Eduard Mörikes von September 1843 bis April 1844 bei seinem Freund, Pfarrer Wilhelm Hartlaub, wurde 1960 im Pfarrhaus Wermutshausen eine Mörike-Gedenkstube eingerichtet.

### Bauwerke
- Schloss Haltenbergstetten mit Prinzessinnenhaus
- Der Firmensitz der BASS GmbH wurde 2006 mit dem Hugo-Häring-Preis ausgezeichnet.

### Regelmäßige Veranstaltungen
- Rossmarkt am Donnerstag nach dem zweiten Montag im Januar.
- Herbstfest am letzten Septemberwochenende
- Weihnachtsmarkt (Anfang Dezember)

### Alte Schule Niederstetten
Die Alte Schule Niederstetten ist eine modellhafte Kreativwerkstatt für Jugendliche sowie ein Tagungszentrum. Fachkräfte aus verschiedenen Kreativberufen bieten in dem ehemaligen, komplett renovierten Schulgebäude Kurse aus den Bereichen Theater, Tanz, Film und Studiotechnik an. Es ist eine Aus- und Fortbildungsstätte des Landesamateurtheaterverbandes Baden-Württemberg und verfügt unter anderem über ein eigenes Tonstudio.

### Naherholung
Eine Kneipp-Anlage befindet sich im Stadt- und Sportpark Schlosswiesen.

### Naturdenkmale
Lenzeiche bei Sichertshausen. Eiche mit abgestützten Ästen und einem Umfang in Brusthöhe von 6,75 m (2015).

## Wirtschaft und Infrastruktur
Niederstetten, insbesondere der Ortsteil Vorbachzimmern, ist ein traditioneller Weinbauort, dessen Lagen zur Großlage Tauberberg im Bereich Kocher-Jagst-Tauber des Weinbaugebietes Württemberg gehören. Es stehen etwa 15 Hektar Reben im Ertrag. Im Ortsteil Wermutshausen gibt es ein Weinbaumuseum. Der Ortsteil Oberstetten markiert seit 2016 den Anfang der Württemberger Weinstraße, deren Endpunkt Kressbronn am Bodensee ist.

### Verkehr

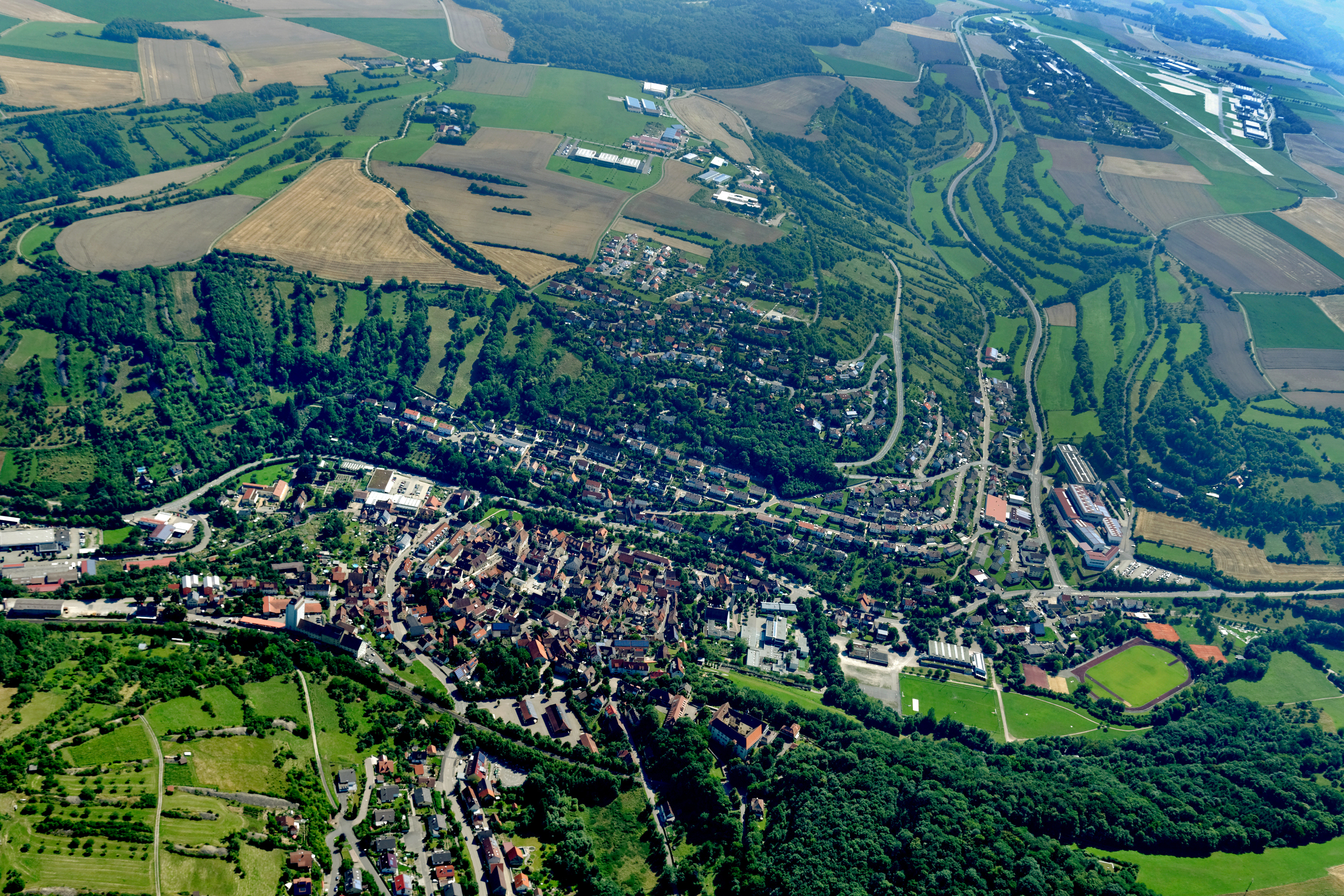
Luftaufnahme von Niederstetten, mit dem Flugplatz im Hintergrund (rechts oben)

#### Straßenverkehr
Durch die Bundesstraße 290 (Tauberbischofsheim–Westhausen) ist Niederstetten an das überregionale Straßennetz angebunden.

#### Schienenverkehr
Der Bahnhof Niederstetten liegt an der Bahnstrecke Crailsheim–Königshofen. Sie wird seit dem 1. Januar 2006 von der Westfrankenbahn betrieben und im Stundentakt bedient. Seit 2004 gibt es im Fahrplan jedoch Einschränkungen am Wochenende. Den übrigen öffentlichen Personennahverkehr (ÖPNV) bedienen mehrere Buslinien im Auftrag der VerkehrsGesellschaft Main-Tauber (VGMT) im Verkehrsverbund Rhein-Neckar (VRN).

#### Radverkehr
Durch eine Alltagsroute aus dem Radnetz Baden-Württemberg ist Niederstetten über den Ortsteil Vorbachzimmern und über Weikersheim mit Bad Mergentheim und in der anderen Richtung über den Ortsteil Oberstetten und über Schrozberg, Blaufelden und Rot am See mit Crailsheim verbunden. 
Zudem bestehen touristische Radfernwege. Mehr dazu unter Rad- und Wanderwege.

#### Luftverkehr
Mit dem Flugplatz Niederstetten verfügt Niederstetten über einen Verkehrslandeplatz.

### Bildung

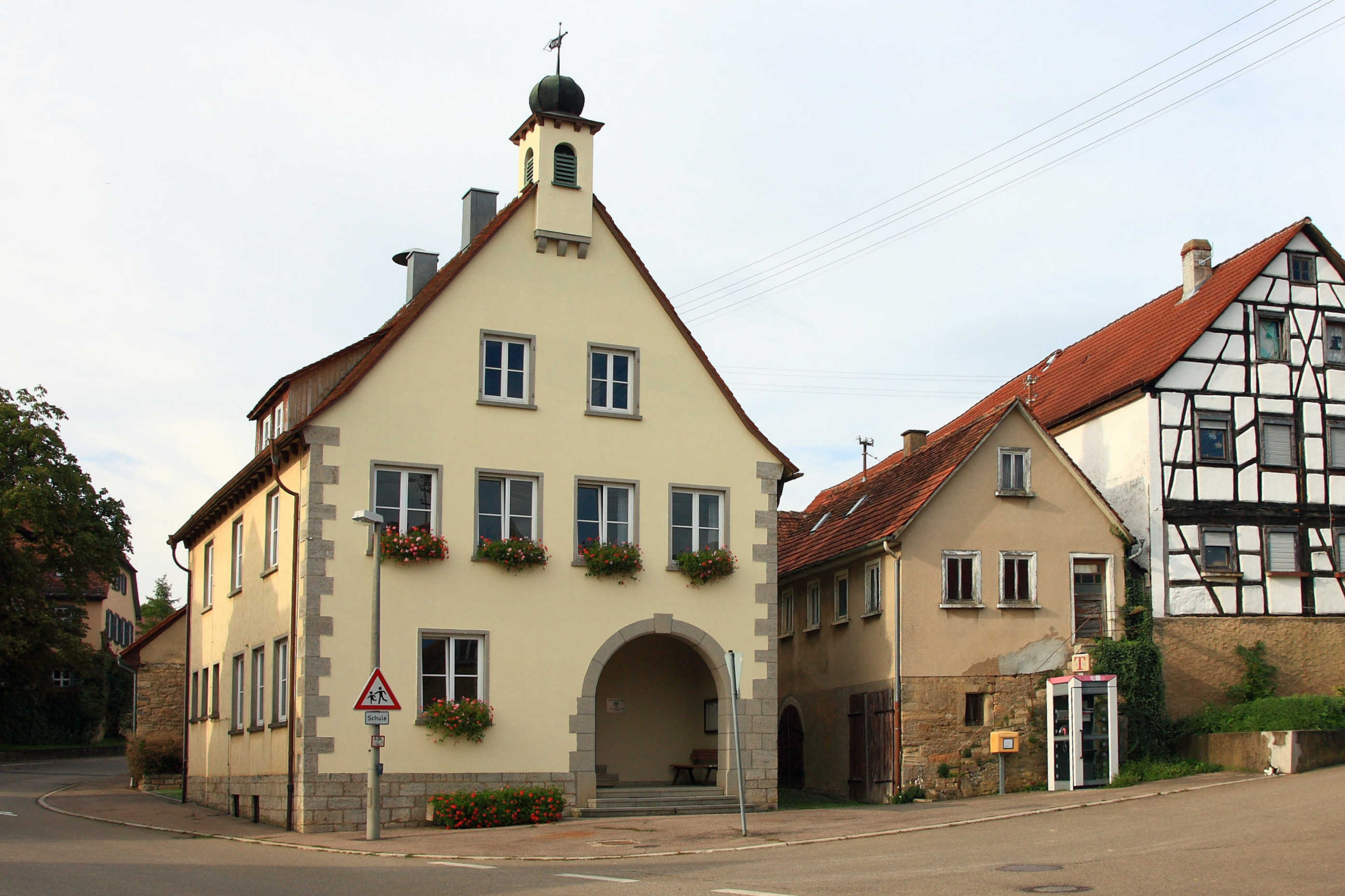
Das ehemalige Rathaus von Pfitzingen, im Hintergrund links der Schulbauernhof.

Das Bildungszentrum Niederstetten umfasst eine Realschule, eine Hauptschule und eine Grundschule.
Der im Ortsteil Pfitzingen gelegene Schulbauernhof ist der derzeit einzige staatliche Schulbauernhof in Deutschland.

### Bundeswehr
In Niederstetten ist das Transporthubschrauberregiment 30 (Tauberfranken) ansässig, das zur Division Schnelle Kräfte gehört.

### Breitbandanschluss
Der Satellitenbetreiber Eutelsat startete 2013 in der Gemeinde ein Modellprojekt zur Internetversorgung von Kommunen via Satellit. Die Teilnehmer erhalten den Internetzugang zwar wie üblich via DSL über die Kupferdoppelader, eingespeist werden die Internetdaten aber aus dem Orbit vom Ka-Sat-Satelliten in den örtlichen DSLAM (DSL-Zugangskonzentrator). Die Technik hat der Eutelsat-Partner Eusanat entwickelt, ehemals unter dem Namen Satspeed bekannt. Dieses Projekt wurde von den Bürgern allerdings nicht angenommen.
2016 fiel der Startschuss für den flächendeckenden Breitbandausbau via Glasfaser (FFTC, FTTH) im Main-Tauber-Kreis. Im Sommer 2017 begannen die Tiefbauarbeiten auf der Gemarkung der Stadt Niederstetten. Bereits im Juni 2018 konnte der erste Teil in Betrieb genommen werden. Der restliche Teil erfolgt im Juli und August 2018. Die Ausbauarbeiten erfolgt durch die Deutsche Telekom. Alle Ortsteile und Weiler sowie Höfe Niederstettens erhalten einen Breitbandanschluss via FTTC bzw. FTTH. In Zukunft werden Bandbreiten in FTTC bis 100 MBit/s und bei FTTH sogar bis zu 1 GBit/s im Download erreicht werden können.

### Ortsansässige Unternehmen
In Niederstetten gibt es unter anderen folgende Unternehmen:
- Bass GmbH
- ebm-papst Mulfingen GmbH & Co. KG
- EP Ehrler Prüftechnik Engineering GmbH
- MHZ Hachtel GmbH & Co. KG
- Sonderschrauben Güldner GmbH & Co. KG
- WTN Werkzeugtechnik Niederstetten GmbH & Co. KG